# MG-295

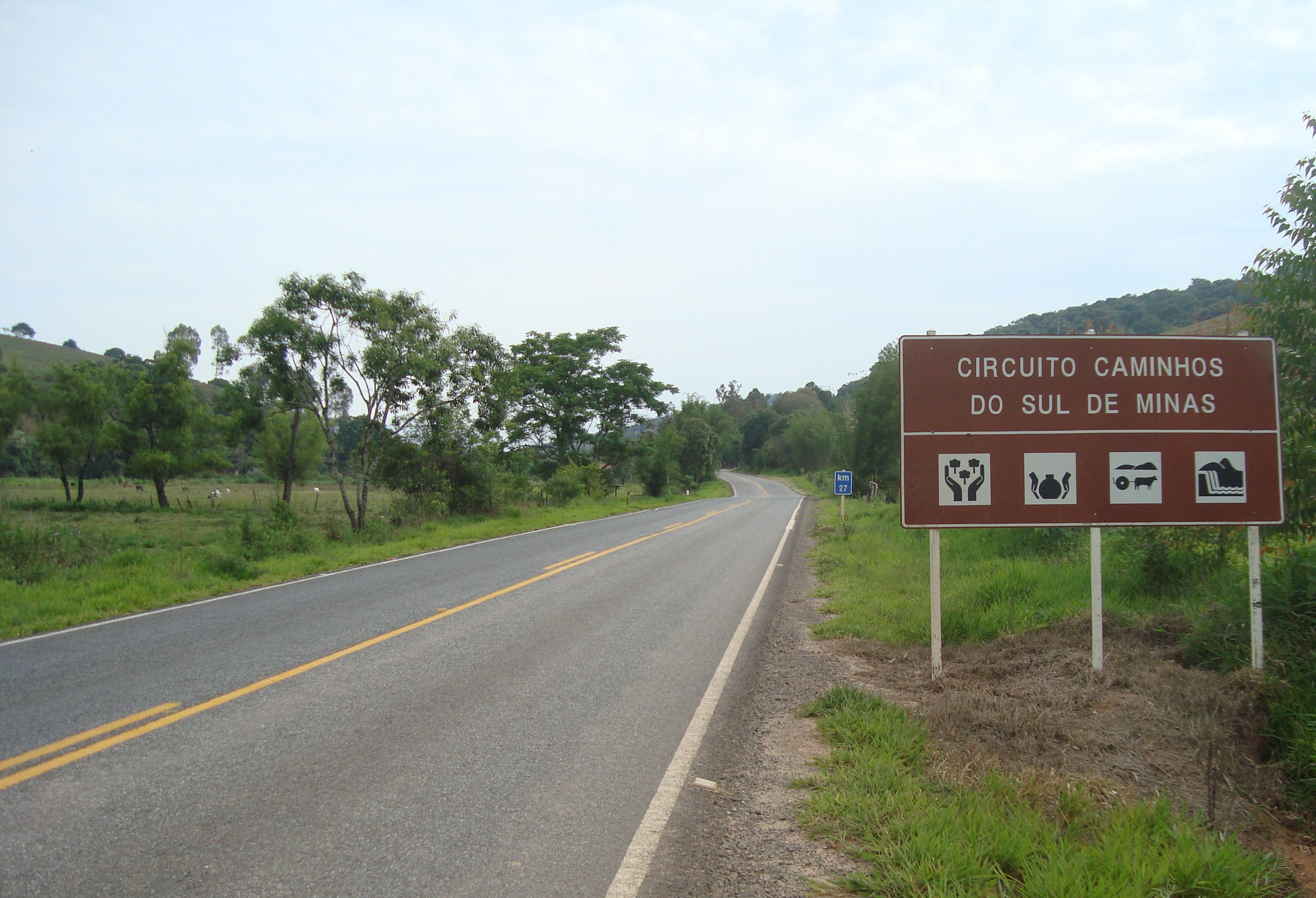
Trecho da rodovia MG-295 no município de Brazópolis.

A MG-295 é uma rodovia brasileira do estado de Minas Gerais localizada na mesorregião do Sul e Sudoeste de Minas.
Pela direção e sentido que ela percorre, é considerada uma rodovia transversal. A rodovia MG-295 tem 105 km de extensão e liga a BR-459, no município de Piranguinho, até a MG-290, no município de Inconfidentes. Passa pelos seguintes municípios:
- Piranguinho
- Brazópolis
- Paraisópolis
- Consolação
- Córrego do Bom Jesus
- Cambuí
- Senador Amaral
- Bueno Brandão
- Inconfidentes